# Bamba Maférima Fouété
Bamba Maférima Fouété, également connue sur le nom de Dr M'Bahia Maférima Bamba, est une haute fonctionnaire et femme politique ivoirienne. Spécialiste de la fiscalité et de la gestion publique, elle est directrice générale adjointe des impôts et maire de la commune de Séguéla depuis 2023. Lauréate de plusieurs distinctions académiques, elle s'illustre par ses projets de développement local et ses actions sociales en faveur des populations, notamment dans l'éducation, la cohésion sociale et la promotion du vivre-ensemble.

## Biographie

### Jeunesse et formation
Bamba Maférima Fouété est originaire de la région du Worodougou, au nord-ouest de la Côte d'Ivoire. Après des études secondaires brillantes, elle intègre l' Ecole Nationale d'Administration (ENA) d'Abidjan, où elle sort major de sa promotion dans la filière Impôts. Elle a une maîtrise en sciences économiques, une spécialisation en gestion des entreprises, un diplôme d’études supérieures spécialisées (DESS) en audit et contrôle de gestion, un diplôme d'expertise comptable obtenu en France et dans l'espace UEMOA en 2018, et un doctorat en sciences de gestion, spécialité finance. Son doctorat, soutenu en janvier 2021 à l'Université Alassane Ouattara de Bouaké, portait sur « Traits de personnalité et comportements de fraude fiscale : une approche expérimentale ». Elle a obtenu la mention très honorable et les félicitations du jury.

### Carrière professionnelle
Apres l'ENA, elle débute à la Direction Générale des Impôts (DGI) comme chef de brigade en charge d'enquêtes, de contrôles et de vérifications. Elle gravit ensuite les échelons : sous-directrice, directrice régionale, puis Directrice Générale Adjointe des Impôts. Elle est reconnue pour son expertise en fiscalité, contrôle de gestion et comptabilité publique, et décrite comme un « couteau suisse au féminin » par le magazine pouvoirs.

### Parcours politique
Membre du Rassemblement des Houphouëtistes pour la Démocratie et la Paix (RHDP), elle commence sa carrière politique en 2023. Elle est élue maire de Séguéla le 2 décembre 2023 avec 61,59 % des voix. Officiellement installée par le préfet le 23 décembre, elle  devent la cinquième maire de la commune,.
En septembre 2024, elle présente un programme triennal 2025-2027, doté d’un budget de plus de 1,2 milliard FCFA, qui prévoit la construction d’un hôtel de ville et d’un abattoir moderne, la rénovation de la piscine municipale, la création d’un foyer des jeunes, l’installation d’un espace de repos pour voyageurs et transporteurs, ainsi que l’amélioration de la gestion des déchets et le curage des caniveaux. 
En juillet 2023, elle célèbre les femmes de sa commune lors de la fête des mères . En tant que maire, elle offre des kits scolaires, des tablettes et des ordinateurs aux meilleurs éléves de Séguéla lors de la 2e édition du prix d'excellence en 2024 .  